# Sesan (huyện)
Huyện Sesan là một huyện thuộc tỉnh Stung Treng, đông bắc Campuchia. Theo thống kê năm 1998, dân số toàn huyện là 11,252.